# Desa Kebumen (administrativ by i Indonesien, lat -7,36, long 110,27)
Desa Kebumen är en administrativ by i Indonesien.   Den ligger i provinsen Jawa Tengah, i den västra delen av landet, 400 km öster om huvudstaden Jakarta.